# Boro Golić
Borislav Golić, dit Boro Golić, né le 28 novembre 1944 en Yougoslavie, est un ancien handballeur serbo-français, reconverti entraîneur. Il est le père d'Andrej Golić, international français.

## Biographie
C'est à Banja Luka, à l'âge de 15 ans, que Borislav Golić découvre le handball. Il évolue alors dans le club de la ville, le RK Borac Banja Luka, le meilleur club yougoslave de l'époque. Outre des titres en Championnat et en Coupe, il remporte la Coupe des clubs champions européens en 1976,.
Entre-temps, il découvre la France en évoluant au FC Sochaux lors de la saison 1967-68 puis au FC Mulhouse en saison 1969-70. Avant de revenir pour entraîner au RK Borac Banja Luka, club phare de l'ex-Yougoslavie où il forme des joueurs parmi les meilleurs au monde. 
Puis retour en France en 1988 où il devient l'entraîneur des Girondins de Bordeaux HBC et forme notamment un tout jeune joueur, Jérôme Fernandez, aux trois postes d'arrière,.
Par la suite, il entraîne l'USAM Nîmes lors de la saison 1991-1992 où il fait venir son fils, fils, Andrej Golić. Mais la saison suivante, il retrouve Bordeaux où il reste jusqu'en 1998, année où il part à nouveau à l'USAM Nîmes qui évolue alors en Division 2. En 2000, il prend ensuite la direction du PSG-Asnières qu'il dirige jusqu'en décembre 2003.
Il entraîne ensuite en Division 2 à l'US Saintes entre janvier 2005 et 2008. Il prend alors la direction de la Tunisie et de l'Espérance sportive de Tunis mais n'y reste que jusqu'en décembre. Il prend ensuite en charge l'équipe nationale de Belgique en 2009 puis à l'ES Nanterre à compter de 2010.